# 小行星7204
小行星7204（英語：7204 Ondrejov）是一颗围绕太阳公转的小行星。1995年4月3日，P. Pravec在奥德热幽夫发现了此天体。
这颗小行星的绝对星等为235.0506572040288等。